# Agustí Cervera i Marquès
Agustí Cervera i Marquès (Castelló d'Empúries, l'Alt Empordà, 15 de gener de 1870 - Barcelona, 16 de desembre de 1947) fou músic i compositor de sardanes. Va ser un dels membres de la nissaga Cervera i el tercer fill de Josep Cervera i Rocalba. Casat amb Neus López i Fernández va tenir dues filles: Fuensanta i Mercedes. Va residir molts anys a Figueres per passar els últims anys de la seva vida a Barcelona, a casa seva filla gran, fins a la seva mort.
Com els seus germans Jaume i Felip, estudia música a l'escola del seu pare encara que també se'l pot considerar autodidacte. Tenia un gran domini dels instruments de cobla, però no tant com el seu germà Felip. A la cobla interpretava normalment el primer tible i a l'orquestra el violí, tocant també acceptablement el flabiol i el piano.
Actuà a la cobla de Peralada i a la cobla Antiga Pep de Figueres, de la qual fou director uns deu anys. Fou qui enlairà el nivell de la cobla fent durant la seva estada els primers viatges a París. L'any 1910 deixa la cobla per dedicar-se a l'ensenyança de la música i el violí, com per exemple en el col·legi de la Immaculada de Figueres. Uns anys més tard ingressa la cobla Art Gironí i també dirigí el cor de la Societat Coral Erato.

## Algunes obres
- Dàlia, sardana.
- La guerra de Cuba, sardana,
- La muntanyesa, sardana,
- Records de Puigcerdà, sardana,
- Una queixa d'amor, sardana,
- Flors boscanes, sardana,
- Les aventures de Ketti, sardana,
- Merceneta, (sardana dedicada a una de les filles),
- Cants d'amor, sardana,
- Pregant la Verge, sardana,
- Records de la platja de Garbet, sardana,
- Recordant la nostra infantesa, sardana,
- La muntanya del Canigó, sardana (Roses, 1885).[2]

Una Masurca a tres veus (Peralada, 1884) i les fantasies Adiós a mi patria i Fuensanta (dedicada a una de les filles).